# Красное (Пронский район)
Красное — село в Пронском районе Рязанской области России, входит в состав Тырновского сельского поселения.

## География
Село расположено на берегу речки Туромша в 8 км на юг от центра поселения села Тырново и в 11 км на север от райцентра рабочего посёлка Пронск. 

## История
В писцовых книгах поместных и вотчинных земель в Каменском стане 1628 и 1629 годов село Красное значится деревней на реке Туромше. В списке с платежных рязанских книг писцов князя Ивана Львова деревня Красная писана за Минаем Семеновым сыном Тишениновым и вместе с другими деревнями входила в состав прихода Богородицерождественского в селе Туромша. Как видно из окладных книг 1676 года первоначальное построение в селе Красном деревянной Богородицерождественской церкви относится приблизительно к концу первой половины XVIII века. Построение церкви приписывается помещику Марку Борисовичу Тишенинову, которым был возобновлен находившийся в церкви иконостас. Возобновленная в 1852 году Санкт-Петербургским купцом Сергеем Сергеевичем Козловым, церковь существовала до конца XIX века. В 1884 году началось строительство каменного поместительного храма, который устраивался из двухэтажного каменного дома, принадлежавшего прежде владельцу села Красного Никите Александровичу Кандаурову. В нижнем этаже этого дома было открыто помещение для школы, в которой с 1878 года началось обученье. Верхний этаж был приспособлен для богослужения.  
В XIX — начале XX века село входило в состав Абакумовской волости Пронского уезда Рязанской губернии. В 1906 году в селе было 75 дворов. 
С 1929 года село являлось центром Красновского сельсовета Пронского района Рязанского округа Московской области, с 1937 года — в составе Рязанской области, с 1957 года — в составе Альютовского сельсовета, с 2005 года — в составе Тырновского сельского поселения.

## Население
| 1859 | 1897 | 1906 | 2010 |
| ---- | ---- | ---- | ---- |
| 346  | ↗551 | ↗609 | ↘49  |